# Carolina Infante (actriz)
Carolina Infante Vargas (Huaraz, 1 de mayo de 1981) es una actriz peruana de cine y televisión, además de cantante de cumbia en la serie Vírgenes de la Cumbia.

## Biografía
Egresada del instituto Privado de Comunicaciones "Charles Chaplin", se hizo conocida por un spot publicitario de la compañía de teléfonos Telefónica en 2005, en que apareció como vocalista la orquesta ficticia de cumbia "La Rica Miel". Posteriormente representó a la marca Entel.

## Créditos

### Televisión
- Misterio (2004) como Rita.
- Lobos de mar (2005) como Laura.
- Vírgenes de la Cumbia (2006) como Guadalupe "Lupita".[7][8]
- Vírgenes de la Cumbia 2 (2006) como Guadalupe "Lupita".[7]
- Néctar en el cielo (2007) como Eva Atanacio.
- Trampolín latino como reportera.[9]
- Los Jotitas (2008) como Yenilú.
- Los del barrio (2008) como Reina.
- Dina Páucar, el sueño continúa (2008) como Dina Páucar.
- Clave uno: médicos en alerta (2009), actriz invitada.
- Operación rescate (2010)
- Lalola (2011), actriz invitada.
- Solamente milagros (2012), Episodio "La chica del aviso" como Mariella
- La faraona (2012) como Samanta.
- Al fondo hay sitio (2012-2015) como Periodista.
- La reina de las carretillas (2012-2013) como Olivia.
- Solamente milagros (2013), Episodio "Peligros del internet" como Tania.
- Derecho de familia (2013), Episodio "Derecho a la protección del menor" como Elvira.
- Locura de amor (2014-2015) como Rebeca López Malqui.
- Acusados (2015) como Kely Rubio.
- Mis tres Marías (2016) como Sor Alicia.
- Colorina (2017) como Clara / Clarita.
- Ojitos Hechiceros (2018-2019) como Flavia Huamaní.
- Ojitos Hechiceros 2 (2019) como Flavia Huamaní
- Chapa tu combi (2019-2020) como Gisela Cortéz.
- La otra orilla (2020) como Gloria Gutiérrez.
- Dos hermanas (2021) como Silvia Ramírez.
- Los otros libertadores (2021) como Maria Ignacia Loayza.
- Luz de Luna 2 (2022) como Sheyla
- Los Milagros de la Rosa Perú (2023)
- Simplemente Milagros (2023)
- Luz de luna 3 (2023) como Sheyla.
- Tu nombre y el mío (2024) como Eva Atanacio.
- La rosa de Guadalupe Perú (2025) como Julieta (Episodio: La tía quedada).

### Películas
- Diarios de motocicleta (2004) como Hermana Margarita.
- Sangre y tradición (2005)
- El Tunche (2006)
- El pecado (2006)
- Ciudad de reyes (2008)
- Festín (2010) como Gladys
- Involucrados "El precio de la misión" (2018) como Lucía.

### Teatro
- A ver, un aplauso (2001)
- Calígula (2001)
- Un misterio, una pasión (2003) Nadia/Lita.
- El último tango en Lima (2006)
- El Marqués de Mangomarca (2007)
- Los Cachorros (2007)
- Bodas de sangre (2010)
- La otra Bolena (2011) como Mary Bolena.
- Juan sin miedo (2015) como Madre y la Bruja
- Comerciales
- Radio Romántica
- “La Rica Miel” Telefónica
- Banco de Crédito de Perú
- “Manos limpias” Alicorp
- Jabón Antibacterial Protex
- Detergente Magia Blanca
- “Remesas” Banco Interbank del Perú
- Gas Cálidda
- Entel
- Mejoral Migraña